# 日向市立坪谷小学校
日向市立坪谷小学校（ひゅうがしりつつぼやしょうがっこう）は、宮崎県日向市東郷町坪谷にある公立小学校。

## 概要
- 児童数 - 27名（2011年度）

## 沿革
- 1876年 - 開校。
- 1921年 - 高等科設置。
- 1941年 - 東郷村立坪谷国民学校に改称。
- 1947年 - 東郷村立坪谷小学校に改称。
- 1969年4月1日 - 町制施行により、東郷町立坪谷小学校に改称。
- 2006年2月25日 - 日向市との合併により、日向市立坪谷小学校に改称。
- 2009年4月1日 - 越表小学校を統合[1]。
- 2011年3月31日 - 小中一貫教育を行っていた坪谷中学校が、東郷中学校へ統合。
- 2011年4月1日 - 東郷学園が開校。連携型による小中一貫教育[2]を開始。
- 2012年4月1日 - 特認校制度を導入[3]。

## 通学区域
坪谷小学校の通学区域には以下の区域が指定されている。
- 越表
- 下渡川
- 坪谷
- 仲深の一部

## アクセス
- バス：宮崎交通「坪谷学校前」バス停下車

## 著名な卒業生
- 若山牧水 - 歌人